# Àlex Corretja
Àlex Corretja (Barcelona, 11 april 1974) is een voormalig tennisser uit Spanje.
In zijn lange carrière bereikte hij tweemaal de finale in een grandslamtoernooi. Op Roland Garros 1998 verloor hij de eindstrijd tegen landgenoot Carlos Moyá, nadat hij in de kwartfinale Filip Dewulf had uitgeschakeld. In datzelfde jaar won hij wel de titel op de Masters – in de finale won hij deze keer wel van Moyá, na twee sets achter te hebben gestaan, nadat hij in de halve finale Pete Sampras had uitgeschakeld. In 2001 verloor hij de finale van Roland Garros opnieuw, nu van Gustavo Kuerten, nadat hij voorstond met 7-5. Wel won Corretja ook de Davis Cup in 2000, samen met landgenoten Ferrero, Moyá en Berasategui. Hij is getrouwd en heeft twee dochters.
In totaal won hij zeventien enkelspeltitels en drie titels in het dubbelspel.

## Resultaten grandslamtoernooien
| Legenda | Legenda                          |
| ------- | -------------------------------- |
| g.t.    | geen toernooi gehouden           |
| l.c.    | lagere categorie                 |
| –       | niet deelgenomen                 |
| G       | uitgeschakeld in de groepsfase   |
| 1R      | uitgeschakeld in de eerste ronde |
| 2R      | uitgeschakeld in de tweede ronde |
| 3R      | uitgeschakeld in de derde ronde  |
| 4R      | uitgeschakeld in de vierde ronde |
| KF      | uitgeschakeld in de kwartfinale  |
| HF      | uitgeschakeld in de halve finale |
| F       | de finale verloren               |
| W       | het toernooi gewonnen            |
| w-v     | winst/verlies-balans             |

### Enkelspel
| toernooi           | 1992 | 1993 | 1994 | 1995 | 1996 | 1997 | 1998 | 1999 | 2000 | 2001 | 2002 | 2003 | 2004 |
| ------------------ | ---- | ---- | ---- | ---- | ---- | ---- | ---- | ---- | ---- | ---- | ---- | ---- | ---- |
| Australian Open    | –    | –    | –    | –    | 2R   | 2R   | 3R   | 2R   | 2R   | –    | 1R   | 1R   | 2R   |
| Roland Garros      | 1R   | 1R   | 3R   | 4R   | 2R   | 4R   | F    | KF   | KF   | F    | HF   | 1R   | 3R   |
| Wimbledon          | –    | –    | 2R   | –    | 2R   | –    | 1R   | –    | –    | –    | –    | –    | 1R   |
| US Open            | 1R   | 1R   | 1R   | 2R   | KF   | 3R   | 4R   | 1R   | 3R   | 3R   | 3R   | 1R   | 1R   |
|                    |      |      |      |      |      |      |      |      |      |      |      |      |      |
| Tennis Masters Cup | –    | –    | –    | –    | –    | –    | W    | –    | G    | –    | –    | –    | –    |

### Mannendubbelspel
| Toernooi        | 1996 | 1997 | 1998 | 1999 | 2000 | 2001 | 2002 | 2003 |
| --------------- | ---- | ---- | ---- | ---- | ---- | ---- | ---- | ---- |
| Australian Open | 1R   | 1R   | 3R   | –    | –    | –    | 1R   | 2R   |
| Roland Garros   | –    | –    | –    | –    | –    | –    | –    | –    |
| Wimbledon       | 3R   | –    | –    | –    | –    | –    | –    | –    |
| US Open         | 3R   | 2R   | –    | –    | –    | –    | –    | –    |